# Leichtathletik-Weltmeisterschaften 2007/10.000 m der Frauen

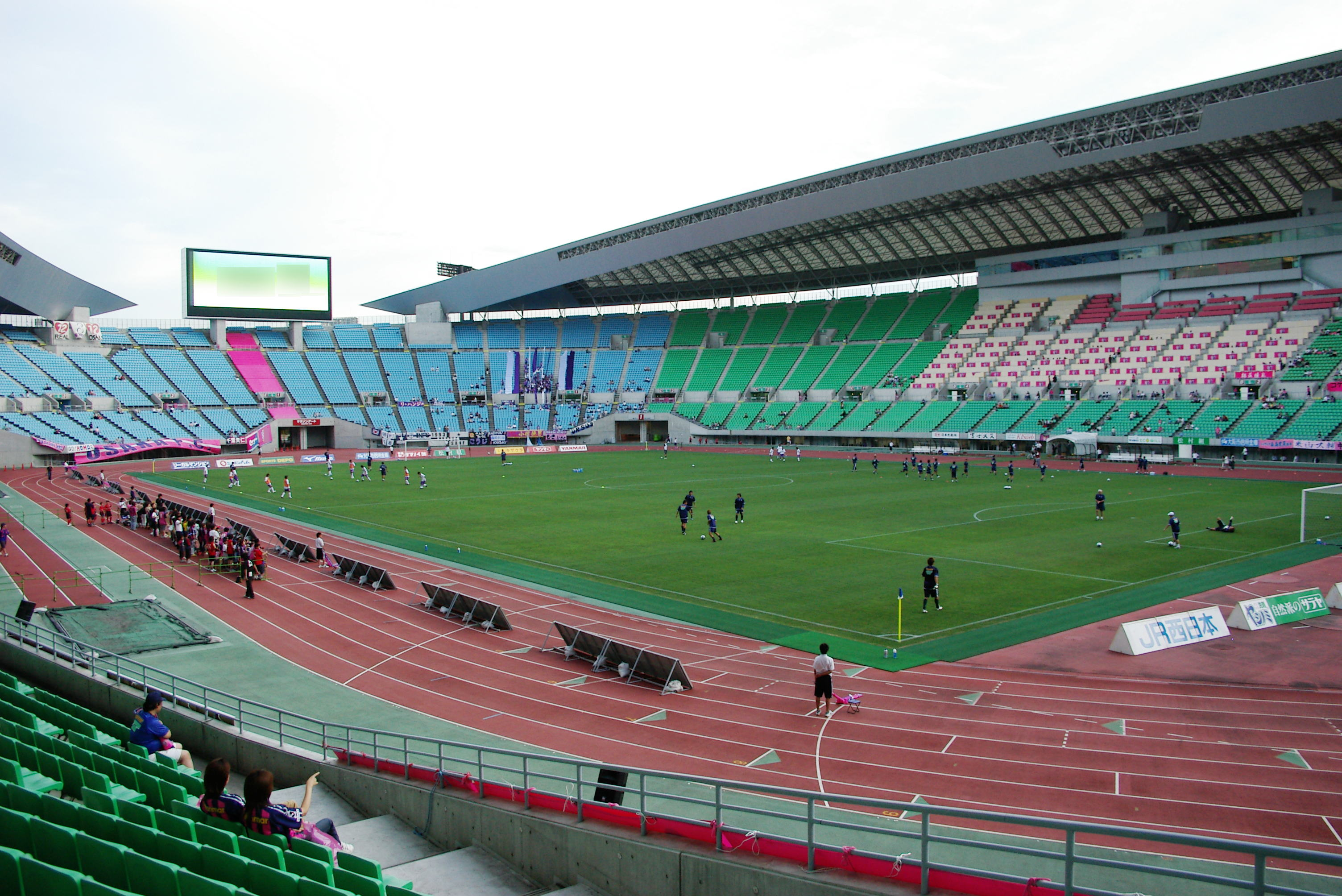
Das Nagai-Stadion in Osaka im Jahr 2004

Der 10.000-Meter-Lauf der Frauen bei den Leichtathletik-Weltmeisterschaften 2007 fand am 25. August 2007 um 21:50 Uhr Ortszeit im Nagai-Stadion der japanischen Stadt Osaka statt.
Weltmeisterin wurde die äthiopische Titelverteidigerin Tirunesh Dibaba, die damit ihren bereits vierten WM-Titel errang. Sie hatte zuvor neben ihrem Gold über 10.000 Meter von 2005 zweimal Gold über 5000 Meter (2003/2005) gewonnen und war auf dieser kürzeren Distanz außerdem Olympiadritte von 2004. Rang zwei belegte die US-Amerikanerin Kara Goucher. Bronze ging an die Britin Joanne Pavey.

## Bestehende Rekorde
| Weltrekord | 29:31,78 min | Wang Junxia   | Peking, Volksrepublik China  | 8. September 1993 |
| WM-Rekord  | 30:04,18 min | Berhane Adere | WM 2003 in Paris, Frankreich | 23. August 2003   |

Der bestehende WM-Rekord wurde bei diesen Weltmeisterschaften nicht eingestellt und nicht verbessert.

## Doping
In diesem Rennen hatte die Türkin Elvan Abeylegesse zunächst die Silbermedaille erobert, die ihr allerdings ebenso wie ihr fünfter Platz über 5000 Meter aberkannt wurde, nachdem sie nachträglich des Dopings überführt und für zwei Jahre gesperrt wurde.
Leidtragende war vor allem die Britin Joanne Pavey, die ihre Bronzemedaille weit verspätet erhielt und nicht an der Siegerehrung teilnehmen konnte.

## Durchführung
Bei nur 21 Teilnehmerinnen waren keine Vorläufe notwendig, alle Läuferinnen traten gemeinsam zum Finale an.

## Ergebnis

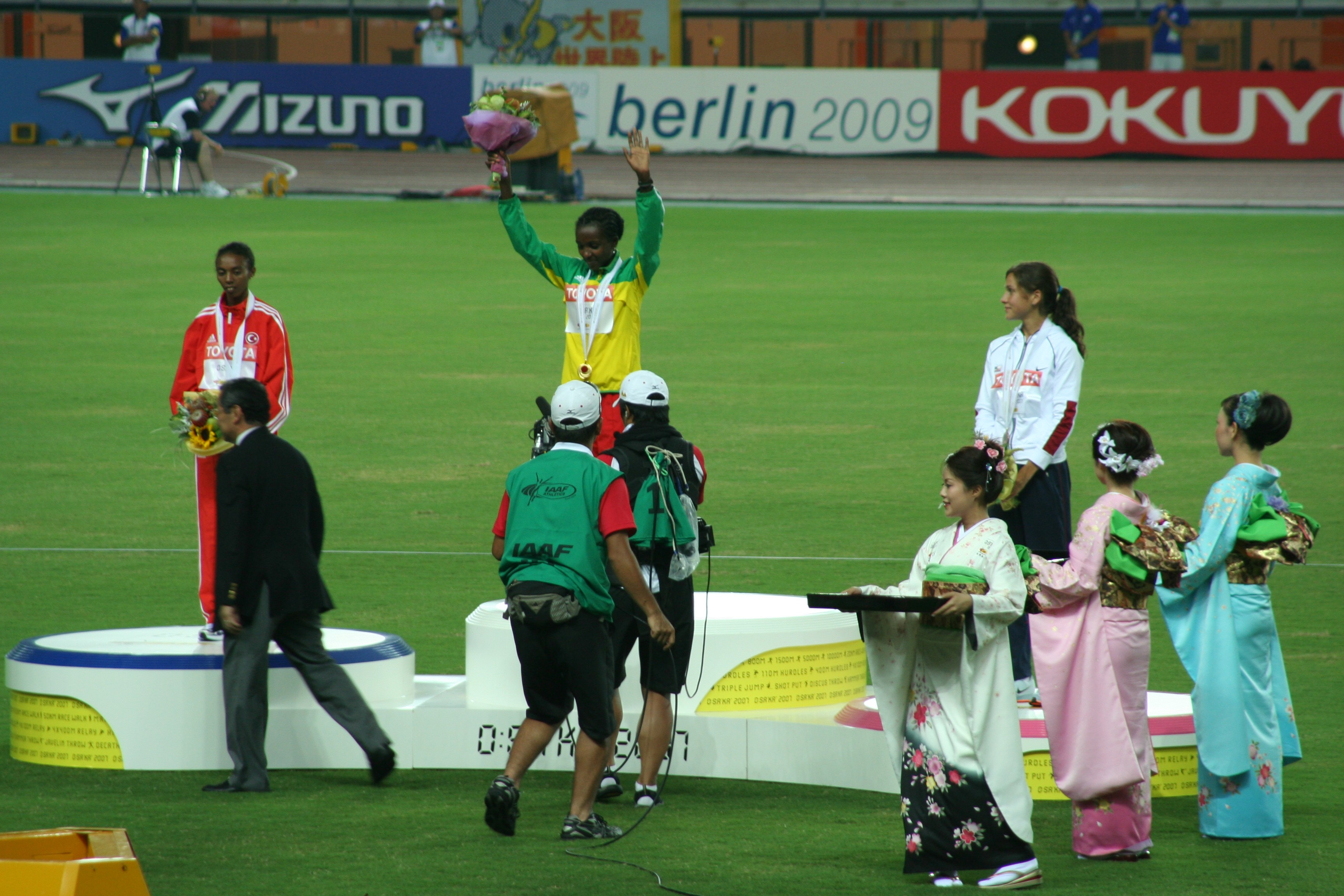
Siegerehrung – hier noch mit der später disqualifizierten Elvan Abeylegesse (links) auf dem Silberrang

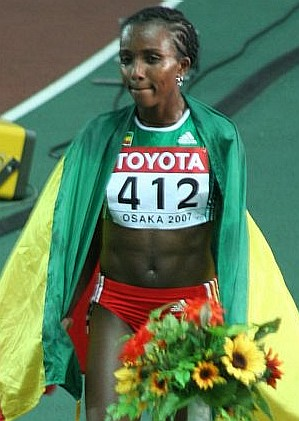
Tirunesh Dibaba nach ihrem vierten Weltmeistertitel

25. August 2007, 21:50 Uhr
| Platz | Athletin            | Land           | Zeit (min) |
| ----- | ------------------- | -------------- | ---------- |
|       | Tirunesh Dibaba     | Äthiopien      | 31:55,41   |
|       | Kara Goucher        | USA            | 32:02,05   |
|       | Joanne Pavey        | Großbritannien | 32:03,81   |
| 04    | Kimberley Smith     | Neuseeland     | 32:06,89   |
| 05    | Deena Kastor        | USA            | 32:24,58   |
| 06    | Ejegayehu Dibaba    | Äthiopien      | 32:30,44   |
| 07    | Philes Moora Ongori | Kenia          | 32:30,74   |
| 08    | Emily Chebet Muge   | Kenia          | 32:31,21   |
| 09    | Kayoko Fukushi      | Japan          | 32:32,85   |
| 10    | Nathalie De Vos     | Belgien        | 32:38,60   |
| 11    | Inga Abitowa        | Russland       | 32:40,39   |
| 12    | Katie McGregor      | USA            | 32:44,76   |
| 13    | Megumi Kinukawa     | Japan          | 32:45,19   |
| 14    | Akane Wakita        | Japan          | 32:48,68   |
| 15    | Asmae Leghzaoui     | Marokko        | 32:51,30   |
| 16    | Benita Johnson      | Australien     | 32:55,94   |
| 17    | Aheza Kiros         | Äthiopien      | 33:06,60   |
| 18    | Evelyne Nganga      | Kenia          | 33:17,12   |
| DNF   | Wolha Krauzowa      | Belarus        |            |
| DNF   | Mestawet Tufa       | Äthiopien      |            |
| DOP   | Elvan Abeylegesse   | Türkei         |            |
| DNS   | Nora Leticia Rocha  | Mexiko         |            |

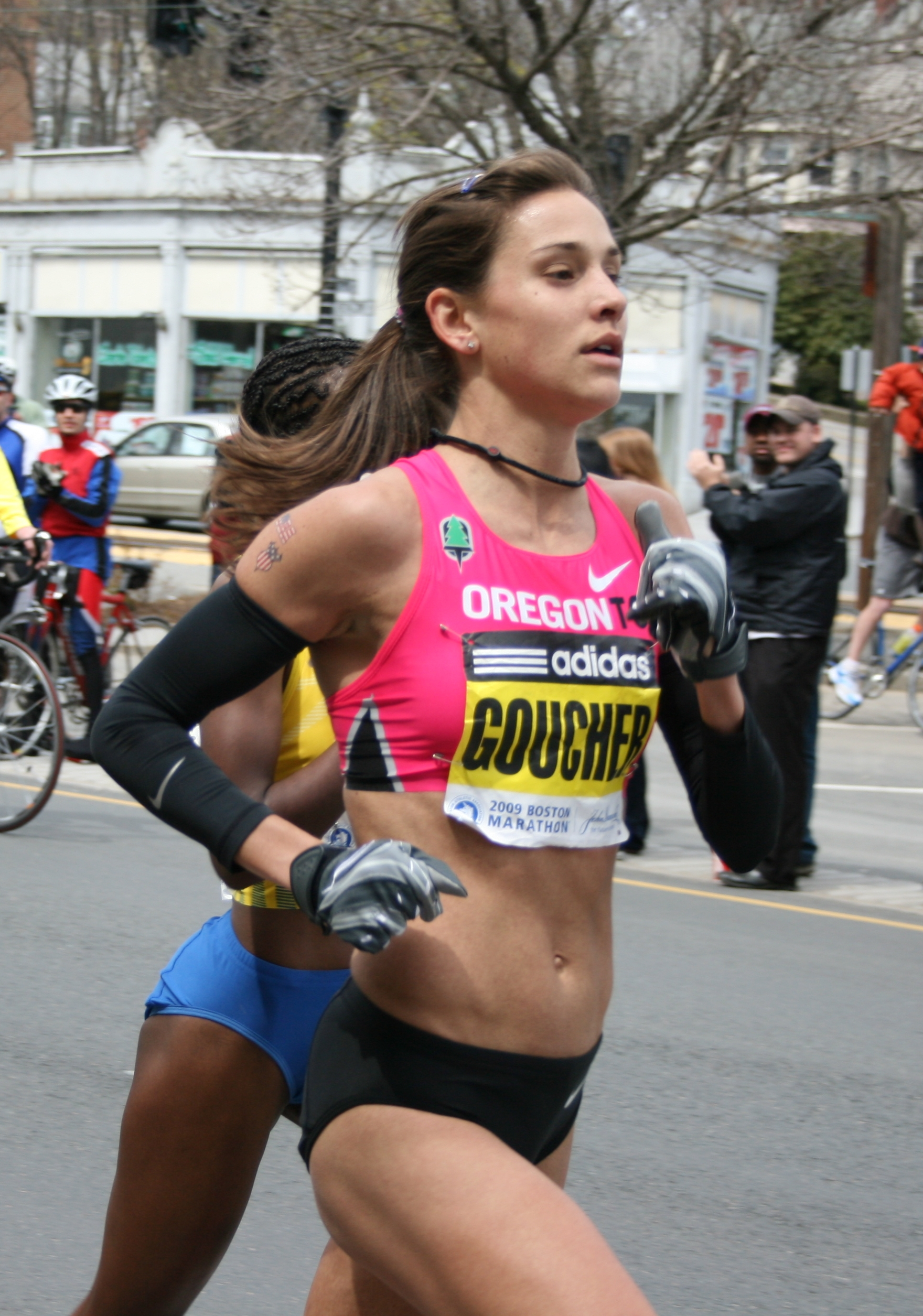
Vizeweltmeisterin Kara Goucher
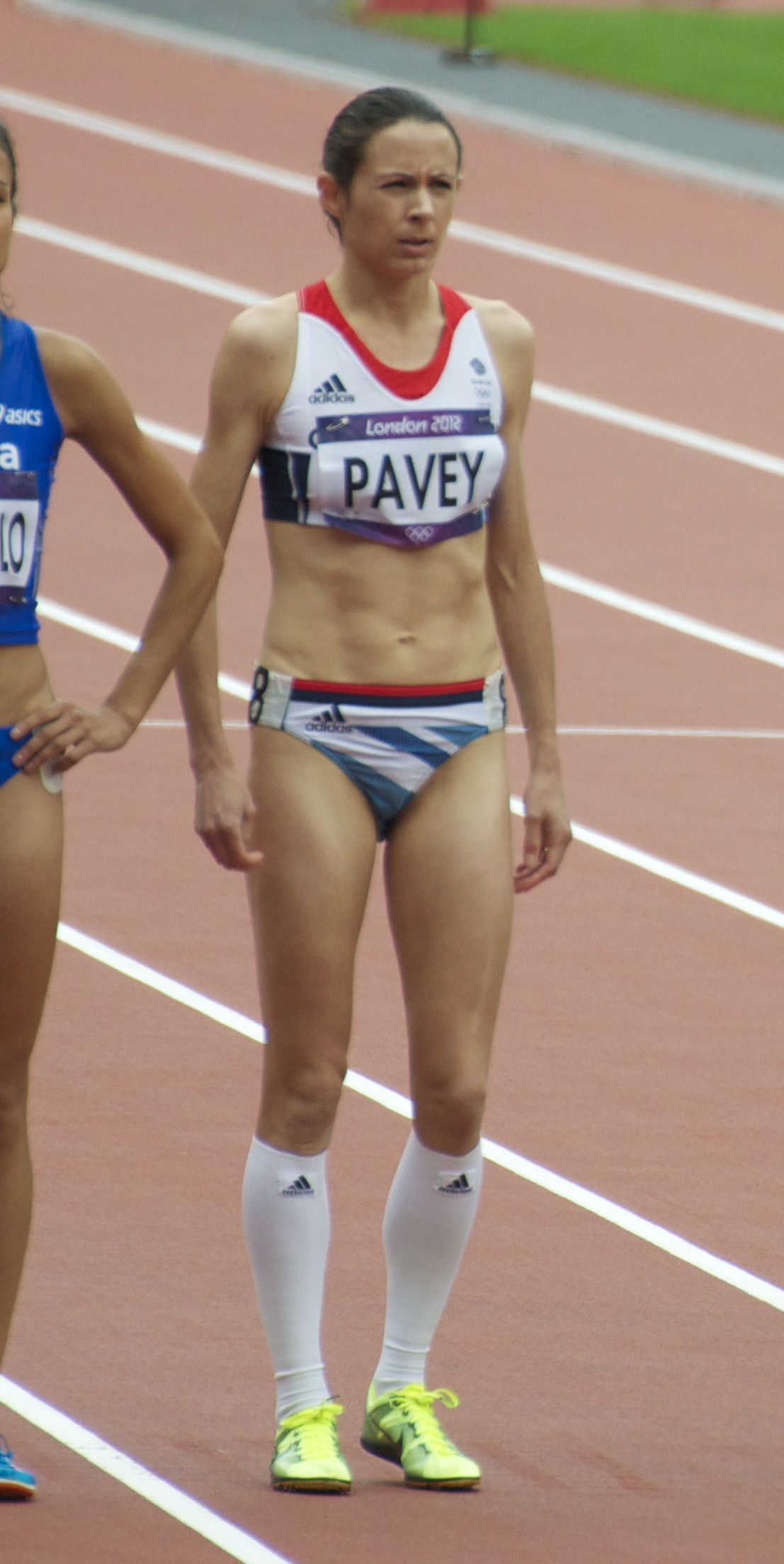
Bronzemedaillengewinnerin Joanne Pavey
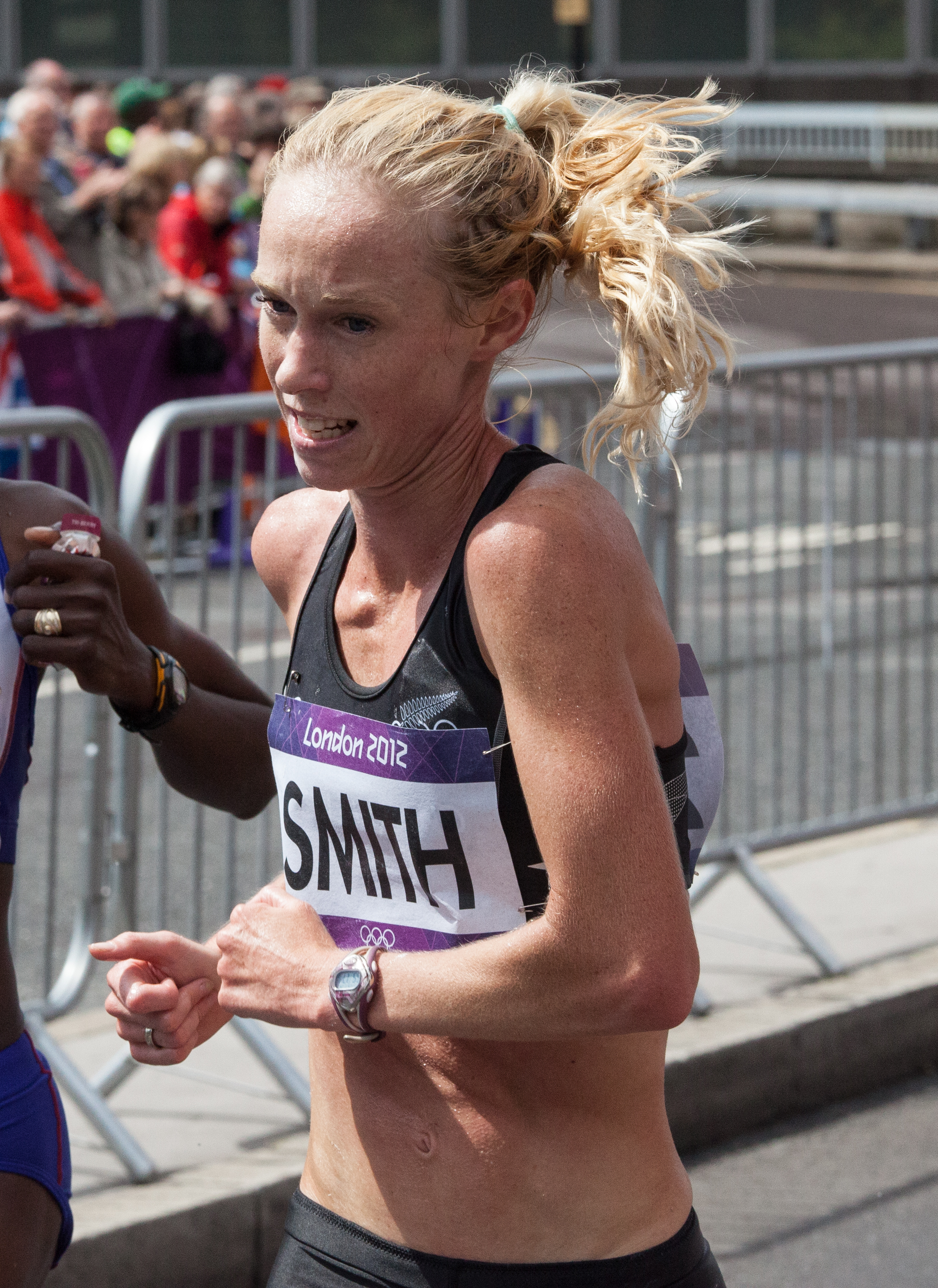
Kimberley Smith – Platz vier
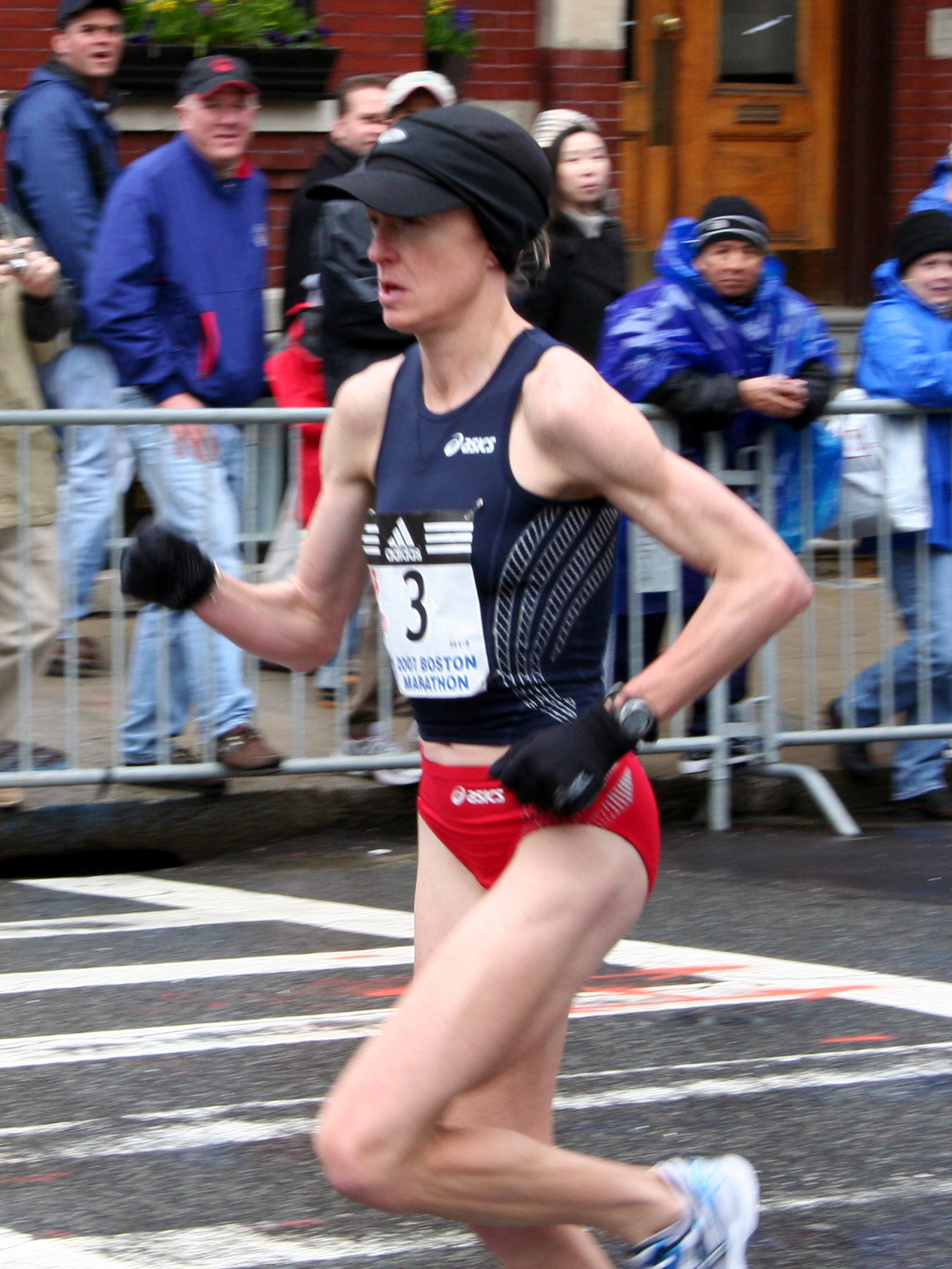
Deena Kastor belegte Rang fünf
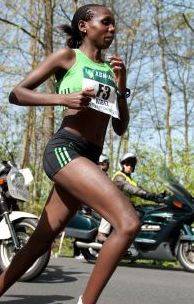
Philes Moora Ongori kam auf den siebten Platz
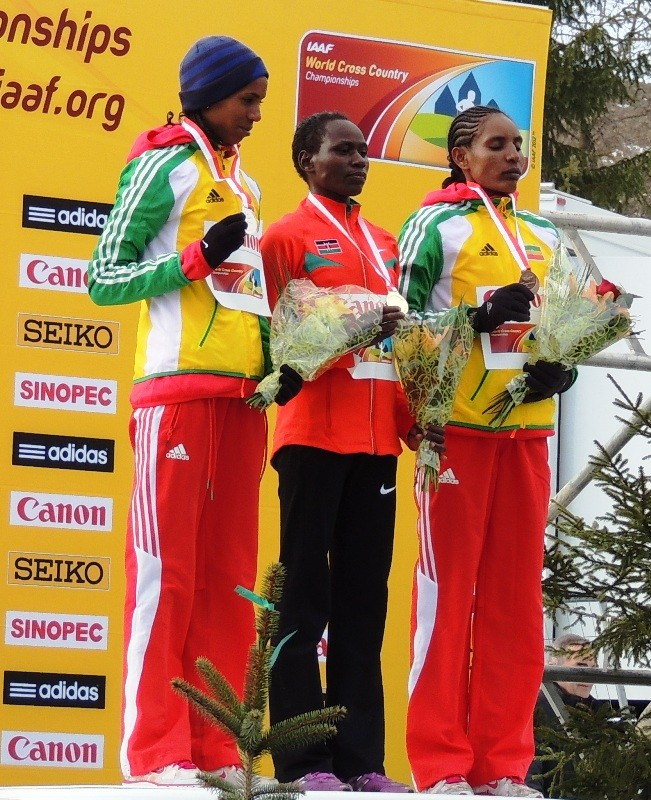
Emily Chebet Muge (Mitte) erreichte Platz acht
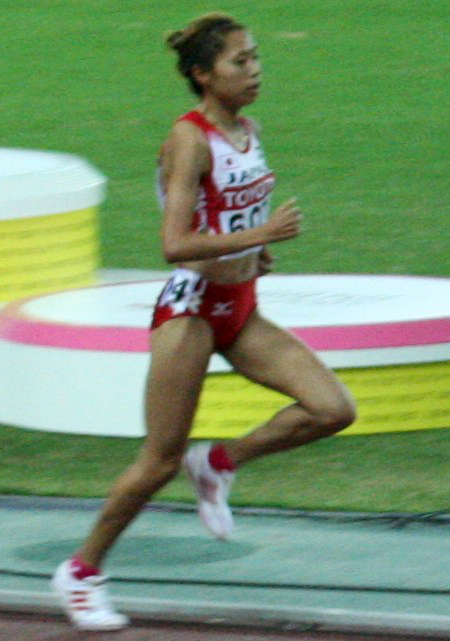
Kayoko Fukushi wurde Neunte
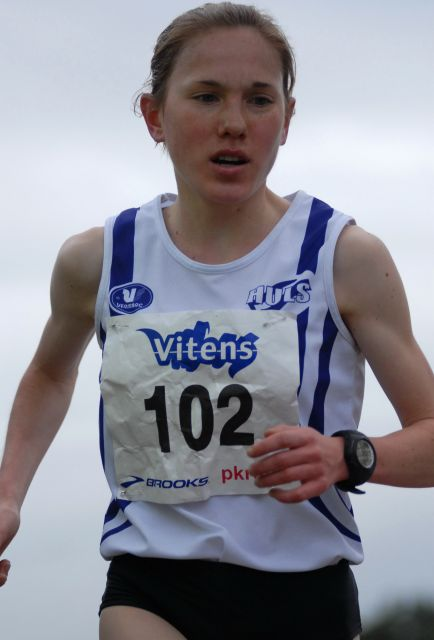
Die zehntplatzierte Nathalie De Vos
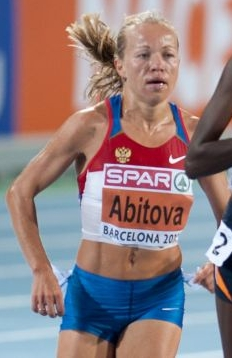
Inga Abitowa – Platz elf
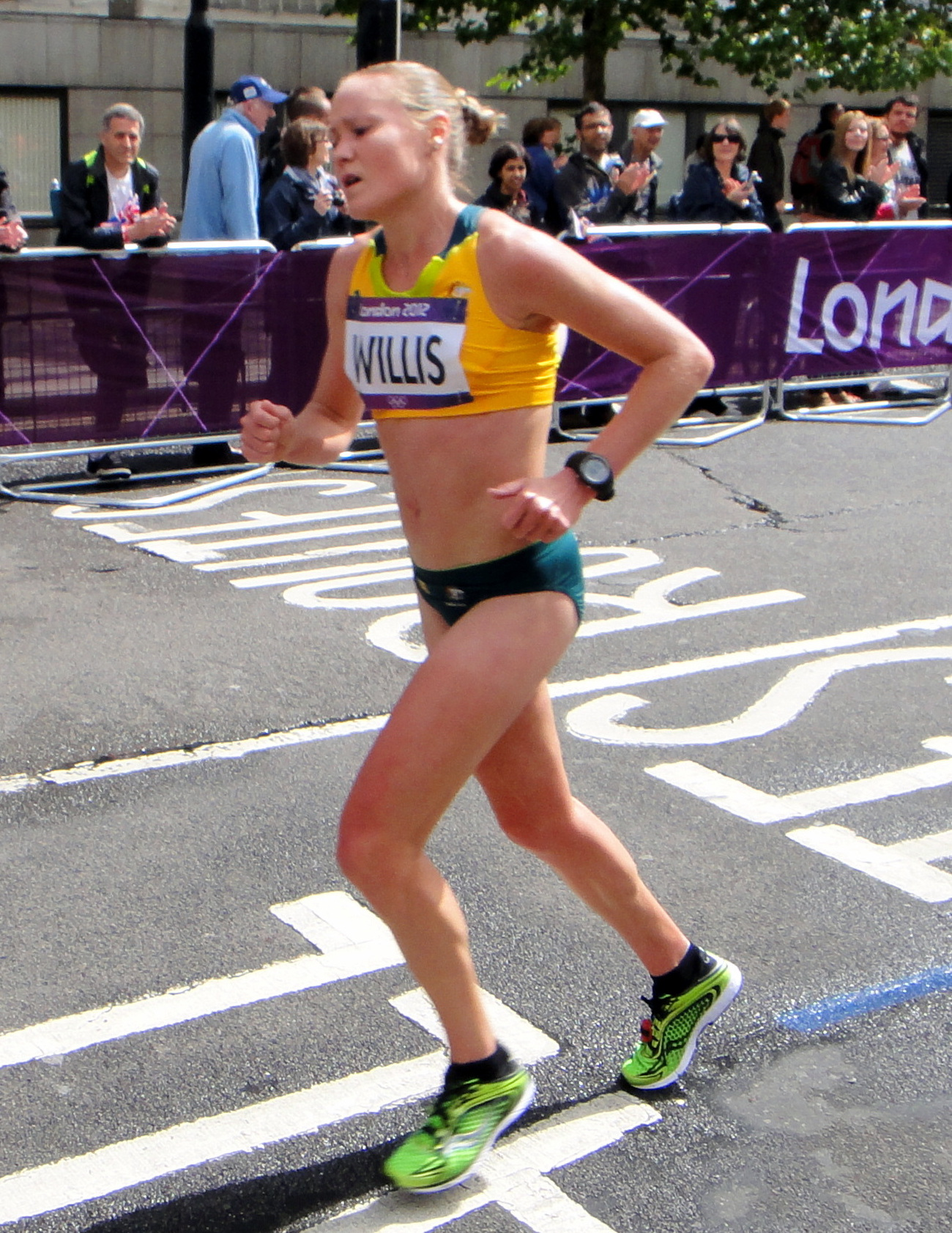
Rang 16 für Benita Johnson
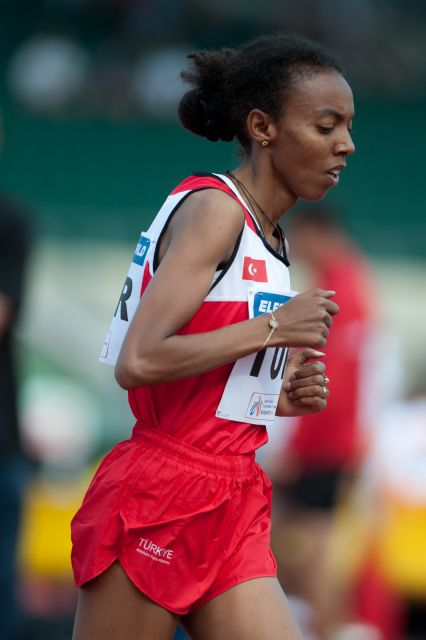
Dopingsünderin Elvan Abeylegesse

## Video
- 2007 World Championships - women’s 10,000m, youtube.com, abgerufen am 5. November 2020